# Наур, Петер
Петер Наур (дат. Peter Naur; 25 октября 1928, Фредериксберг — 3 января 2016, Херлев) — датский учёный в области информатики, один из пионеров компьютерной науки. Более всего известен как один из разработчиков первого языка структурного программирования Алгол 60 и, совместно с Бэкусом, как изобретатель формы Бэкуса — Наура.

## Биография
Начал научную карьеру как астроном. В 1957 году получил степень доктора философии по астрономии. Однако увлёкшись компьютерами, появившимися совсем недавно, и претерпевавшими бурное развитие, в 1959 году Наур поступает на работу в датскую компанию по производству компьютеров «Regnecentralen» (дат.). Одновременно с работой он читает лекции в Институте Нильса Бора и Техническом университете Дании. В 1969 году становится профессором Копенгагенского университета, где работает в течение почти 30 лет.
Основными областями исследований являются разработка, структура и эффективность компьютерных программ и алгоритмов. Наур также был пионером в области инженерии программного обеспечения и исследованиях архитектуры приложений. В книге англ. Computing: A Human Activity (рус. Вычисление: человеческое дело, 1992), которая состоит из его трудов в области информатики, Наур отвергает утверждения формалистской школы программирования, согласно которым разработка программного обеспечения является ответвлением математики. Науру также не нравится название нотации Бэкуса — Наура (приписная ему Дональдом Кнутом), он предпочитает название Нормальная нотация Бэкуса.
Науру не нравится термин «компьютерные науки» и он предлагает название datalogy (информатика). Термин datalogi стал распространённым в Дании и Швеции.
В последние годы Наур стал активно выступать в поддержку науки в целом, возможно его можно назвать эмпиристом. Он подверг атаке некоторые направления философии и психологии со своей точки зрения. Занимался разработкой теории мышления человека.
В 1990-х и 2000-х годах, после десятилетий изучения работ Уильяма Джеймса по психологии, Петр Наур написал несколько книг. В них он тщательно изучает различные предположения, лежащие в основе западной философии, которые многие специалисты в области информатики считают не требующими доказательств.
В 2005 году Наур был удостоен премии Тьюринга, которая была присуждена ему, среди прочего, за вклад в проектирование и разработку языка Алгол. В частности, под его редакцией вышло издание «Доклад об алгоритмическом языке Алгол 60», где впервые использовалась форма Бэкуса — Наура.